# Rivière aux Écorces (Maskinongé)
La rivière aux Écorces est un cours d'eau de la municipalité de Saint-Alexis-des-Monts, dans la municipalité régionale de comté (MRC) de Maskinongé, dans la région administrative de la Mauricie, au Québec, au Canada.
La partie supérieure de la rivière coule en zone forestière. La partie inférieure de la rivière contourne par le sud des zones habités du Domaine-des-Monts et le plateau nord-est au sud-ouest du village de Saint-Alexis-des-Monts.

## Géographie
Le bassin versant de la rivière aux Écorces commence à l'ouest du lac Sacacomie qu'il contourne par le sud, en se dirigeant vers l'est jusqu'à son embouchure dans la rivière du Loup.
Les principaux bassins versants voisins sont :
- au sud : la rivière Rouge,
- au nord-est : la rivière Sacacomie,
- au nord : le versant du lac Sacacomie,
- à l'ouest : la rivière Sans Bout.

Le lac Chapleau (longueur : 1,4 km ; largeur : 0,5 km ; altitude : 452 m) constitue le lac de tête de la rivière aux Écorces. Situé à l'est du lac à la Loutre (altitude : 440 m), le lac Chapleau reçoit par le nord les eaux du lac de la Mouffette (altitude : 454 m).
Parcours de la rivière aux Écorces, en aval du lac Chapleau
À partir de l'embouchure du lac Chapleau, la rivière aux Écorces descend sur (segment de 5,1 km) :
- 1,0 km vers le sud-est, en recueillant les eaux d'une petite décharge de lac venant du nord, jusqu'au lac Noir ;
- 1,0 en traversant le lac Noir (altitude : 411 m) vers le sud-est (partie ouest du lac : 0,3 km et partie est du lac : 0,7 km), jusqu'à l'embouchure située au sud-est. Les deux parties du lac sont séparés par un détroit comportant une île ;
- 1,0 km vers le sud jusqu'au lac Sac (365 m) ;
- 0,3 km vers l'est, en traversant le lac Sac (long : 360 m) jusqu'à l'embouchure. Ce lac est entouré d'une zone marécageuse à l'ouest et au sud. Il recueille du côté ouest la décharge des lacs des Franciscains (altitude : 431 m), un lac sans nom (altitude : 420 m) et le lac Minette (altitude : 403 m) ; et du côté sud-ouest, la décharge du lac Rubis (altitude : 405 m) et deux lacs sans nom (414 m et 410 m) ;
- 200 m vers l'est, jusqu'au lac des Rondins, lequel reçoit par le nord les eaux d'un ruisseau de montagnes ;
- 0,6 km vers le sud, en traversant le lac des Rondins (altitude : 355 m) sur sa pleine longueur ;
- 580 m vers le sud-est, jusqu'au lac sans nom (longueur : 0,9 km incluant la baie à l'extrême Est ; altitude : 320 m) qui comporte une zone marécageuse au nord et une autre à l'est. Ce lac reçoit du côté nord-est les eaux du lac Saint-Bernard (altitude : 335 m). Le lac Saint-Bernard (longueur : 3 km ; largeur : 1,5 km) constitue le principal plan d'eau de tête de la rivière aux Écorces. Ce lac draine les eaux de la décharge du lac Livernoche (344 m) venant du nord-est et de la décharge du lac de la Culbutte (altitude : 344 m) venant du sud ;
- 460 m vers le sud-ouest, en traversant le lac sans nom, jusqu'au barrage situé au sud du lac.

Parcours de la rivière en aval du barrage du lac sans nom
En aval du barrage du lac sans nom, la rivière aux Écorces descend sur (segment de 3,5 km) :
- 0,8 km vers le sud, en traversant une zone marécageuse, jusqu'au lac au Tonnerre ;
- 1,5 km vers le sud, en traversant le lac au Tonnerre (altitude : 320 m), sur sa pleine longueur. Ce lac comporte une zone marécageuse au nord et au sud-ouest ;
- 0,7 km vers le sud, jusqu'au lac Chamberlain (long de 640 m, incluant la baie au sud ; altitude : 286 m) ;
- 0,5 km vers le sud, en traversant le lac Chamberlain. Le lac Chamberland reçoit du nord-ouest les eaux d'un long ruisseau qui draine un ensemble de petits lacs, notamment : Canistre (altitude : 406 m), du Tileul (altitude : 390 m), Banane (altitude : 453 m), Fusil (altitude : 448 m), Brûlé (altitude : 452 m).

Parcours de la rivière en aval du lac Chamberlain
À partir de l'embouchure du lac Chamberlain, la rivière aux Écorces descend sur (segment de 23,3 km) :
- 0,5 km vers le sud, jusqu'à la décharge des lacs Nyctales (altitude : 396 m) et Bonneterre (altitude : 371 m) ;
- 3,7 km vers le sud-est, jusqu'à la décharge du lac des Pins (altitude : 314 m) et d'un lac sans nom (altitude : 288 m) ;
- 5,6 km vers le sud-est, jusqu'à la décharge de trois lacs sans nom (altitude : 390 m, 378 m et 374 m), venant du sud ;
- 3,9 km vers le sud-est, jusqu'à la décharge des lacs : Grand lac au Saumon (altitude : 405 m) ;
- 0,7 km vers le sud-est, jusqu'à la décharge du lac Lambert (altitude : 192 m) ;
- 3,2 km vers le sud-est, jusqu'à la décharge du lac à Jos-Bob (altitude : 218 m) ;
- 2,5 km vers le nord-est, jusqu'à la décharge d'une série de lacs : Sacacomie (altitude : 273 m), Sans Limite (altitude : 271 m), du Milieu (altitude : 225 m), d'en Bas (altitude : 225 m) et Bélanger (altitude : 176 m) ;
- 3,2 km vers l'est jusqu'à l'embouchure de la rivière (altitude : 153 m), qui se déverse dans la rivière du Loup. L'embouchure est situé à 2,4 km en aval du pont du village de Saint-Alexis-des-Monts sur la rivière du Loup.

## Toponymie
Le toponyme rivière aux Écorces a été officialisé le 5 décembre 1968 à la Banque des noms de lieux de la Commission de toponymie du Québec.